# Verbascum aliciae
Verbascum aliciae är en flenörtsväxtart som beskrevs av George Edward Post. Verbascum aliciae ingår i släktet kungsljus, och familjen flenörtsväxter. Inga underarter finns listade i Catalogue of Life.